# Nazaré da Mata
Nazaré da Mata este un oraș în Pernambuco (PE), Brazilia.